# Khalid Ismaïl
Jalid Ismaíl (en árabe: خالد اسماعيل مبارك‎; Dubái, 7 de julio de 1965) es un exfutbolista emiratí que jugaba en la posición de mediocampista.

## Carrera

### Club
Jugó toda su carrera con el Al-Nasr SC de 1985 a 1999, con el que ganó la Copa Presidente de Emiratos Árabes Unidos y la Supercopa de los Emiratos Árabes Unidos en 1989.

### Selección nacional
Jugó para Emiratos Árabes Unidos de 1985 a 1994, siendo el primer jugador de la selección nacional en anotar un gol en una Copa Mundial de Fútbol ante Alemania Federal en la derrota por 1-5 en Italia 1990. Por haber conseguido ese gol, el Gobierno lo recompensó con un automóvil Rolls Royce.
También formó parte de la selección nacional que participó en la Copa Asiática en las ediciones de 1988 y 1992 y en los Juegos Asiáticos de 1994.

## Logros
- Copa Presidente de Emiratos Árabes Unidos: 1

1989
- Supercopa de los Emiratos Árabes Unidos: 1

1989